# Иван Въжаров (футболист)
Вижте пояснителната страница за други личности с името Иван Въжаров.
Иван Въжаров (роден на 31 декември 1944 г.) е бивш български футболист, защитник. По време на кариерата си играе за Спартак (София), Горубсо (Мадан) и Дунав (Русе). Един от най-добрите защитници в историята на Дунав.

## Биография
Между 1961 г. и 1963 г. Въжаров играе в школата на Спартак (София). След това, докато отбива военната си служба, е част от Горубсо (Мадан). Бележи за клуба 22 гола в Южната Б група. През 1965 г. се завръща в Спартак. Записва 47 мача с 10 гола в А група. С отбора става носител на националната купа през сезон 1967/68.
След обединението на Спартак с Левски (София) в началото на 1969 г. преминава в Дунав (Русе). Изиграва 188 мача и вкарва 23 гола в елитното първенство. Капитан на отбора, завършил на 4-то място в А група през сезон 1974/75. Извежда Дунав с лентата на ръката си в двата мача срещу италианския Рома в Купата на УЕФА през есента на 1975 г., а в края на годината слага край на кариерата си.

## Успехи
Спартак (София)
- Национална купа:
  -  Носител: 1967/68